# Махмасталь, Иоганн Адамович
Иога́нн (Иоха́ннес) Ада́мович Махмасталь (1891, Нарва — 2 февраля 1942, с. Багаряк, Челябинская область) — советский дипломатический курьер, в 1926 году вместе с Т. И. Нетте при исполнении служебных обязанностей отразил вооружённое нападение на территории Латвии.

## Биография
Эстонец по национальности, участник Октябрьской революции и Гражданской войны в России. В октябре 1919 года был направлен на Южный фронт и назначен комиссаром 2-й бригады Эстонской стрелковой дивизии, где воевал до расформирования дивизии в 1920 году. После войны — сотрудник ВЧК. С 1923 года — сотрудник НКИД СССР: дипломатический курьер, после инцидента 1926 года — заместитель заведующего отделом дипкурьеров, заведующий хозяйством посольства в Турции. В 1937 году был арестован, в 1939 — освобождён и реабилитирован. С 1940 года — на пенсии по инвалидности. Осенью 1941 года эвакуировался в село Багаряк Багарякского района Челябинской области, где и умер в феврале следующего года. Похоронен на Багарякском сельском кладбище.

## Нападение на дипкурьеров Нетте и Махмасталя
5 февраля 1926 года в поезде Москва — Рига на перегоне между станциями Икшкиле и Саласпилс неизвестные, вооружённые револьверами, потребовали от проводника показать купе дипкурьеров и напали на советского торгового представителя Л. Ф. Печерского (1885—1938). Теодор Нетте и Иоганн Махмасталь услышали шум, приготовили оружие, но не успели закрыть дверь купе. Нападавшие нашли их и открыли огонь. В перестрелке Нетте был ранен в голову и умер на месте, Махмасталь ранен в живот и в правую руку, стрелял с левой и ранил двоих нападавших (позже их нашли мёртвыми), ещё по крайней мере один скрылся. Дипломатическая почта осталась в неприкосновенности. Раненый Махмасталь оставался в купе и охранял вализы, никого не подпуская к себе. В Риге он отказался передать груз незнакомым ему работникам полпредства СССР и дождался сотрудника, которого знал в лицо. Только после этого Махмасталя увезли в больницу. В убитых бандитах опознали граждан Литвы братьев Антона и Бронислава Габриловичей. Других результатов расследование, проведенное властями Латвии, не дало.

## Награды и увековечение памяти
После инцидента 1926 года Махмасталь, как и Нетте, был награждён орденом Красного Знамени. В настоящее время в Северном морском пароходстве эксплуатируется лесовоз «Иоганн Махмасталь» типа «Павлин Виноградов» постройки 1990 года (в этой же серии был построен лесовоз «Теодор Нетте»). В селе Багаряк, кроме мраморного обелиска на могиле, в 1989 году возле местной школы сооружён памятник.